# Playa de la Libertad
Playa de la Libertad är en ort i Mexiko.   Den ligger i kommunen Alvarado och delstaten Veracruz, i den sydöstra delen av landet, 300 km öster om huvudstaden Mexico City. Playa de la Libertad ligger 21 meter över havet och antalet invånare är 1 192.
Terrängen runt Playa de la Libertad är mycket platt. Havet är nära Playa de la Libertad åt nordost. Runt Playa de la Libertad är det mycket tätbefolkat, med 2 614 invånare per kvadratkilometer. Närmaste större samhälle är Veracruz, 11,9 km norr om Playa de la Libertad. 